# Take One (álbum)
Take One é o primeiro álbum não-oficial do cantor americano e vice-campeão da oitava edição do American Idol, Adam Lambert, contendo gravações feitas durante seu trabalho como músico (antes de sua estada no American Idol), mas só liberadas após a competição. Foi lançado em 17 de Novembro de 2009.

## Informações sobre o álbum
Este álbum é uma coleção de gravações feitas por Adam em 2005, enquanto trabalhava como músico de sessão. Com muitas dificuldades, uma vez que músicos que mais tarde alcançam o estrelato, as músicas só foram liberadas apenas quando ele alcançou esse êxito. Take One foi lançado no mesmo mês de lançamento do seu primeiro álbum de estúdio, For Your Entertainment.

## Recepção Crítica
A resposta da crítica para Take One foi mista. A Allmusic Guide disse que "As canções não são horríveis, mas elas não estão e nem são memoráveis performances de Adam, mas isso é injusto para com ele: estas gravações foram projetadas para vender pouco, sem pensar nas aspirações comerciais e a questão toda é para mostrar a letra e a melodia. Adam absolve-se a este respeito, soando como nada mais do que um cantor demo, porque essa era, afinal, a sua condição".

## Lista de Faixas
Todas as faixas escritas e compostas por Michael Burtscher . 
| N.º | Título                              | Duração |  |
| 1.  | "Climb"                             | 4:39    |  |
| 2.  | "December"                          | 3:29    |  |
| 3.  | "Fields"                            | 3:42    |  |
| 4.  | "Did You Need it"                   | 5:09    |  |
| 5.  | "More Than"                         | 3:16    |  |
| 6.  | "Wonderful"                         | 4:19    |  |
| 7.  | "Castle Man"                        | 5:04    |  |
| 8.  | "Hourglass"                         | 4:49    |  |
| 9.  | "Light Falls Away"                  | 7:12    |  |
| 10. | "First Light"                       | 2:39    |  |
| 11. | "Want (December Remix)"             | 3:26    |  |
| 12. | "Spotlight (Did You Need It Remix)" | 4:22    |  |
| 13. | "On With The Show (Fields Remix)"   | 4:06    |  |

## Créditos
- Malcolm Welsford - Produtor, Engenheiro, Mixador
- John Armstrong - Engenheiro Assistente
- Mark Endert - Produção adicional (Maroon 5, The Fray, Fiona Apple)
- Bernie Grundman - Masterização
- Adam Lambert - Vocais
- Marcus Brown - Baixo, Piano
- Stuart Pearce - Arranjos
- Monte Pittman - Guitarra
- Steve Sidelnyk - bateria
- Emma Bogren - Fotografia

## Desempenho nas paradas musicais

### Posições
| Parada musical (2009)                             | Melhor posição |
| ------------------------------------------------- | -------------- |
| Estados Unidos - Billboard 200                    | 76             |
| Estados Unidos - Billboard Top Independent Albums | 6              |

| País           | Certificador | Vendas |
| -------------- | ------------ | ------ |
| Estados Unidos | RIAA         | 48,000 |

## Histórico de Lançamento
| Ano  | Data de lançamento     | Tipo | Gravadora        | Catálogo |
| ---- | ---------------------- | ---- | ---------------- | -------- |
| 2009 | 17 de Novembro de 2009 | CD   | Rufftown Records | 20097    |